# Paper Mario: Sticker Star
Paper Mario: Sticker Star – przygodowa gra akcji z elementami RPG. Opublikowana przez Nintendo, gra została wydana na Nintendo 3DS w Ameryce Północnej 11 listopada 2012 roku oraz w grudniu 2012 roku w Japonii, Europie i Australii. Jest to czwarta odsłona serii Paper Mario i pierwsza gra z tej serii, w którą można grać na przenośnej konsoli.
W przeciwieństwie do poprzednich gier Paper Mario, Sticker Star używa styl wizualny "papercraft", który jest w dużym stopniu uwzględniony w jego mechanikę rozgrywki. Sticker Star wprowadza stosowanie naklejek, które zaśmiecały cały świat w grze i są używane jako jeden zastosowania elementów lub power-upy, pomagające graczowi w turowych walkach przeciwko wrogom lub w rozwiązywaniu zagadek. Kontynuacja na konsolę Wii U, Paper Mario: Color Splash, zawierała wiele pomysłów wprowadzonych w Sticker Star i została opublikowana w październiku 2016.

## Przyjęcie
Sticker Star otrzymało „ogólnie pozytywne recenzje”, uzyskując łączny wynik 75/100 w serwisie Metacritic.
Gra sprzedała się w Japonii w liczbie 402 tys. kopii w 2012 roku. Do dnia 31 marca 2013, gra sprzedała się w prawie 2 milionach kopii.